# Spizocorys obbiensis
A Spizocorys obbiensis a madarak osztályának verébalakúak (Passeriformes) rendjébe, ezen belül a pacsirtafélék (Alaudidae) családjába tartozó faj.

## Rendszerezése
A fajt Harry Forbes Witherby brit ornitológus írta le 1905-ben.

## Előfordulása
Afrika keleti részén, Szomália óceáni partvidékén honos. Természetes élőhelyei a szubtrópusi és trópusi gyepek és cserjések. Állandó, nem vonuló faj.

## Megjelenése
Testhossza 12 centiméter, testtömege 12-16 gramm.

## Életmódja
Többnyire magokkal táplálkozik. Májustól júliusig, valamint novembertől decemberig költ.

## Természetvédelmi helyzete
Az elterjedési területe kicsi, de még felméretlen, egyedszáma pedig ismeretlen. A Természetvédelmi Világszövetség Vörös listáján adathiányos fajként szerepel.